# 유리구슬

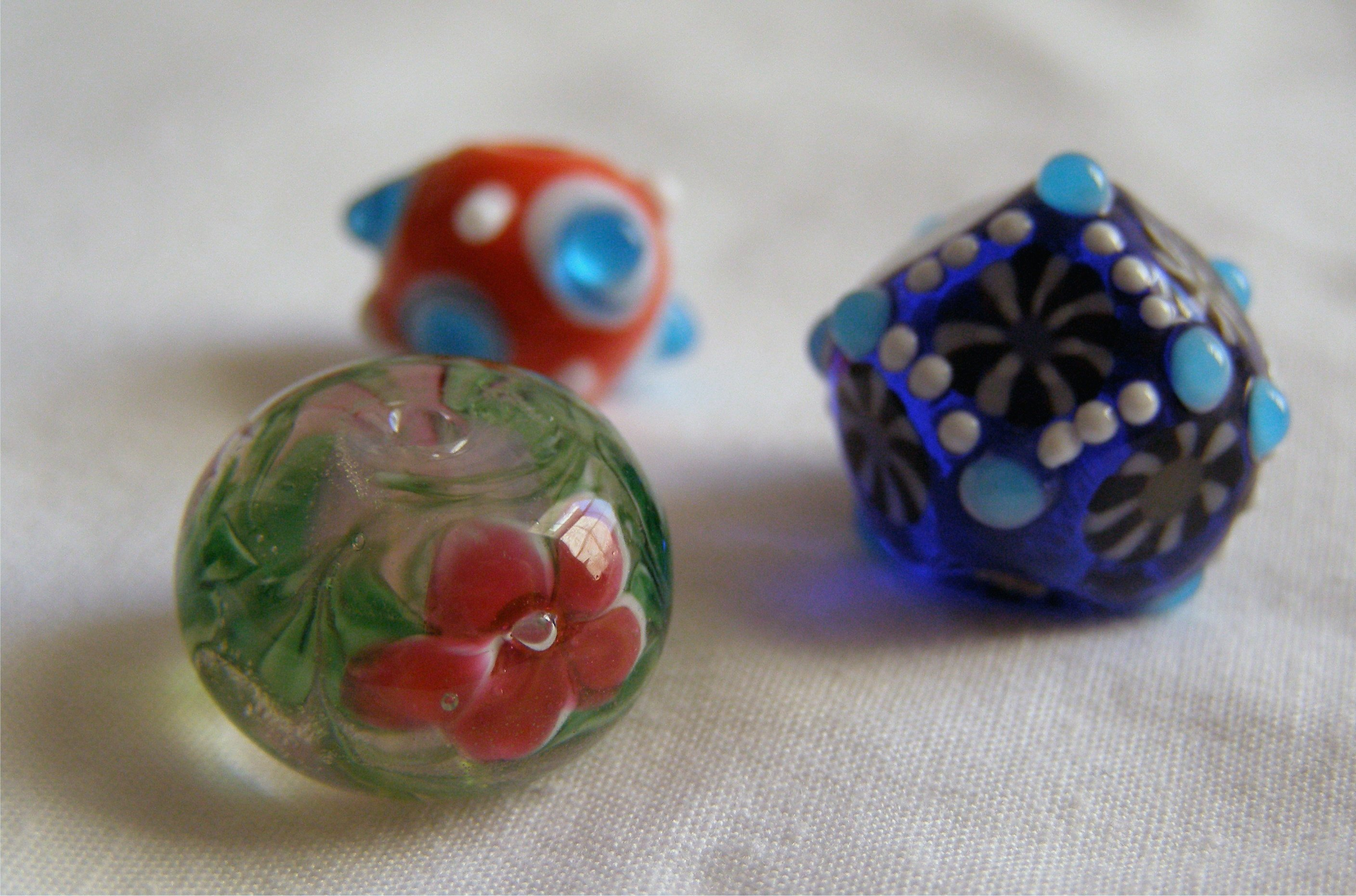
유리구슬

유리구슬은 유리로 만들어진 구슬이다. 구멍을 뚫어 비즈 모양으로 만들기도 한다.

## 기법
숯불을 사용한 수제 유리에 채색하는 전통적인 방법과 버너를 사용한 유색 산업용 유리를 녹여 사용하는 현대적인 방법이 있다.

## 같이 보기
- 유리 공예